# Ichthydium (Furficulichthys) tanytrichum
Ichthydium (Furficulichthys) tanytrichum is een buikharige uit de familie Chaetonotidae. Het dier komt uit het geslacht Ichthydium. Ichthydium (Furficulichthys) tanytrichum werd in 1983 voor het eerst wetenschappelijk beschreven door Balsamo. 